# Extrañamiento
Extrañar es el sentimiento hacia algo o alguien, teniendo deseo de regresar a esa compañía o momentos. También es considerada una forma vaga de sentimiento de infelicidad por la falta de aquel algo y/o persona de tiempos pasados, mismos que fueron de alegría y felicidad siendo esto indispensable para producir este sentimiento de extrañar

## Formalismo ruso
Los formalistas rusos, especialmente Víktor Shklovski usaron la palabra ostranénie (остранение) para referirse a aquellos modos de proceder en el lenguaje literario que tienen como fin dar una nueva perspectiva de la habitual visión de la realidad al presentarla en contextos diversos a los acostumbrados o al representarla de un modo en el cual se nota que la representación es una ficción —por ejemplo mediante la exageración, el grotesco, la parodia, el absurdo, etc.—. Esto generalmente puede ser experimentado en tres niveles: el lingüístico (por ejemplo al recurrir a palabras o formas estilísticas inusuales, anormales); el nivel de los géneros literarios ya definidos pero insertos en esquemas insólitos y el nivel de la percepción de la realidad creando situaciones o relaciones imprevistas.
Más que en el arte tradicional, encontramos el uso de la técnica del extrañamiento en el arte de vanguardia (a partir de inicios de siglo XX). Alguna semejanza con el extrañamiento se encuentra en lo esperpéntico del español Ramón del Valle Inclán, en Italia un exponente es Giovanni Verga. Muy afín al extrañamiento es el Verfremdungseffekt (efecto de distanciamiento) preconizado por Bertolt Brecht para el teatro. Aunque el efecto de distanciamiento brechtiano tiene como diferencia respecto al extrañamiento propiamente dicho la intención de que el público no se identifique con la representación sino que en todo momento sepa que se trata de una ficción.
Expresamente Shklovski define el ostranénie o extrañamiento:

"El propósito del arte  es el de impartir la sensación de las cosas como son percibidas y no como son sabidas (o concebidas). La técnica del arte de 'extrañar' a los objetos, de hacer difíciles las formas, de incrementar la dificultad y magnitud de la percepción encuentra su razón en que el proceso de percepción no es estético como un fin en sí mismo y debe ser prolongado. El arte es una manera de experimentar la cualidad o esencia artística de un objeto; el objeto no es lo importante."

Dicho de otro modo, el arte presenta a los objetos desde otra óptica. Los arranca de su percepción automatizada y cotidiana dándoles vida en sí mismos, y en su reflejo en el arte.
Shklovski sostenía que la cotidianidad hacía que se "perdiera la frescura de nuestra percepción de los objetos", hacía de todo algo automatizado. Como salvador de ese medio alienado por la automatización, hace entrada triunfal el arte. Su técnica de salvación consistiría en hacer extraños los objetos "crear formas complicadas, incrementar la dificultad y la extensión de la percepción, ya que, en estética, el proceso de percepción es un fin en sí mismo y, por lo tanto, debe prolongarse". Como se ve, el extrañamiento no afecta a la percepción, sino a la presentación de la percepción. Al proceso de representación, Shklovski lo denomina "revelar una técnica".

## Otros significados

### Desautomatización
Un concepto complementario del extrañamiento es la desautomatización.

### Ausencia de algo o alguien
En el idioma español, la palabra extrañamiento tiene también el significado de notar la ausencia de algo o alguien.

### Código Penal Español
Los códigos penales españoles del siglo XIX y el de 1932 recogen la figura del extrañamiento como expulsión del país por el tiempo que se condenara (de 1 a 20 años).